# Anton Schoch
Anton Schoch(kaz. Антон Шох, ros. Антон Рохусович Шох, Anton Rochusowicz Szoch; ur. 7 stycznia 1960 w Tarazie, Kazachska SRR, zm. 7 marca 2009 w Öskemenie, Kazachstan) – kazachski piłkarz pochodzenia niemieckiego, grający na pozycji pomocnika.

## Kariera piłkarska

### Kariera klubowa
Wychowanek Piłkarskiej Szkoły w Dżambule (od 1970). W 1978 rozpoczął karierę piłkarską w miejscowym Chimiku Dżambuł, skąd trafił do stołecznego Kajratu Ałma-Ata. W 1986 przeszedł do Dnipra Dniepropietrowsk, z którym w latach 1988–1989 pełnił rolę kapitana drużyny. Z Dnieprem zdobył Mistrzostwo ZSRR w 1988 oraz Puchar ZSRR w 1989 (w meczu finałowym z Torpedo Moskwa strzelił jedyną bramkę). W 1990 wyjechał za granicę, gdzie bronił barw austriackiego klubu LASK Linz. Występował również w takich klubach jak Metałurh Zaporoże, Hapoel Cafririm Holon, Rotor Wołgograd, Nywa Tarnopol, Kremiń Krzemieńczuk i Rovaniemen Palloseura. Ostatnim klubem w karierze piłkarza był Ewis Mikołajów, w którym w 1995 ukończył swoje występy.

## Kariera trenerska
Po zakończeniu kariery piłkarskiej rozpoczął karierę trenerską. Najpierw pomagał trenować takie kluby jak Ewis Mikołajów, Spartak Oriechowo-Zujewo, Sodowik Sterlitamak, Rotor Wołgograd, Sokoł Saratów, Navbahor Namangan i FK Atyrau. Prowadził młodzieżową reprezentację Kazachstanu w eliminacjach Euro-2006. W latach 2004–2005 pełnił funkcje konsultanta narodowej reprezentacji Kazachstanu. W styczniu 2009 zaproszony na stanowisko głównego trenera FK Atyrau a w lutym 2009 selekcjonera młodzieżowej reprezentacji Kazachstanu. Jednak w pierwszym meczu w roli głównego trenera FK Atyrau zasłabł i, mimo interwencji lekarskiej, zmarł.

## Sukcesy
- Mistrz ZSRR (1x):

1988
- Wicemistrz ZSRR (2x):

1987, 1989
- Puchar ZSRR (1x):

1989